# Gottne
Gottne – miejscowość (tätort) w Szwecji w gminie Örnsköldsvik w regionie Västernorrland. Około 226 mieszkańców.